# Steven Universe (personaggio)
Steven Quarzo Universe, noto semplicemente come Steven Universe, è il protagonista del cartone animato Steven Universe creato da Rebecca Sugar. Steven è il figlio della Gemma Quarzo Rosa e dell'umano Greg Universe, nonché membro delle Crystal Gems come la madre: con loro si impegna a difendere la Terra dai pericoli costituiti dalle Gemme corrotte. Durante le sue avventure si imbatte in misteri e segreti riguardanti Quarzo Rosa: nel tentare di scoprire la verità su sua madre si troverà al centro di una faida millenaria tra le Crystal Gems e il Pianeta Natale.
Il personaggio è ispirato al fratello dell'autrice, Steven Sugar.

## Personaggio

### Aspetto e personalità
Steven è un ragazzo paffuto, dai capelli ricci e neri. All'altezza dell'ombelico ha incastonata la gemma della madre, un diamante rosa con taglio Mazzarino visto dalla corona, avente un taglio pentagonale. Ha un carattere allegro, spensierato e a tratti infantile, ma è anche dotato di un enorme senso di responsabilità e di dovere che lo ha portato via via a dimostrarsi sempre più maturo e riflessivo, arrivando ad addossarsi le colpe della madre, verso la quale ha nutrito un complesso di inferiorità. Grazie al padre Greg apprezza molto la musica e sa comporre e suonare diversi strumenti. È un ragazzino ottimista e di buon cuore, tratti che in un modo o nell'altro lo rendono apprezzato da quasi tutti i cittadini di Beach City.
Nel corso della serie il ragazzo matura e cresce caratterialmente, in particolare dopo l'arrivo di Jasper e Peridot: infatti lo scontro con una realtà (quella del Pianeta Natale e della Ribellione) riguardo alle Gemme che per il suo bene gli era stata tenuta nascosta, in combinazione alle minacce che ciò ha portato con sé, hanno reso Steven un ragazzo che, seppur mantiene uno spiccato lato infantile e giocoso, è determinato a proteggere i suoi amici e le persone a cui tiene e più deciso nel volere aiutare le persone attorno a lui (anche i suoi nemici, se si presenta l'opportunità). Un ulteriore spunto di maturazione per Steven è stato lo scoprire ombre e segreti sul passato di Quarzo Rosa, che lo hanno portato a mettere in dubbio la figura di sua madre per cercare di scoprire chi fosse lei in realtà al di fuori delle storie sul suo conto: così facendo il ragazzo è uscito dall'ombra di Rosa per ottenere man mano una sua identità, diventando capace di affrontare i fantasmi di sua madre e i pericoli provenienti dal Pianeta Natale e dai Diamanti. Tuttavia, per alcuni versi, il suo carattere si è dimostrato ancora troppo ingenuo e lo ha portato a ferire involontariamente chi gli è vicino come quando, prendendo alla leggera il suo essersi consegnato ad Acquamarina con il rischio di non tornare mai più a casa, incrina il suo rapporto con Connie: inizialmente, in questo caso, non capisce quale sia il problema, realizzando solo in seguito il suo errore, chiedendo sinceramente scusa all'amica e rinvigorendo il loro legame.
È molto legato alle Crystal Gems, che considera delle figure materne nonostante si sia mostrato contrario alla loro decisione di tenergli nascoste verità riguardanti Quarzo Rosa. Ha un legame particolare con suo padre, che rappresenta per lui un'ancora di salvezza quando è eccessivamente sopraffatto dai doveri da Crystal Gem. È il migliore amico di Connie: essi sono affiatati tanto nella vita quotidiana quanto sul campo di battaglia, sebbene Steven inizialmente volesse allontanarla da sé per evitare il suo coinvolgimento nelle battaglie delle Crystal Gems e proteggerla.
Dopo gli eventi della serie principale in Future è più maturo: Steven infatti, dopo due anni, è diventato molto più responsabile grazie al tempo passato a smantellare la struttura colonialista dell'Impero delle Gemme e seguentemente all'accortezza necessaria a gestire e integrare le Gemme che hanno deciso di andare sulla Terra; tuttavia, essendo comunque nel pieno dell'adolescenza, Steven è tuttora piuttosto ingenuo, non riuscendo ancora a capire il suo posto in un mondo che (anche grazie a lui) sta cambiando velocemente e non riuscendo ad affrontare problemi sociali e relazionali legati alla dinamicità delle relazioni che ha con gli altri, cosa che lo fa sentire via più isolato. L'ombra delle conseguenze delle azioni di sua madre è ancora in parte incombente su di lui e pensare a ciò tende a sbilanciarlo emotivamente mentre la sua passione talvolta lo condiziona negativamente, e difatti capita che Steven si sovraccarichi di lavoro o ignori l'importanza della sua presenza nel suo nucleo famigliare. Grazie a Priyanka, la madre di Connie, si scopre che Steven soffre di un grave disturbo da stress post-traumatico derivato da tutte le sue esperienze avute le quali, sottovalutate e mai trattate professionalmente, hanno reso il ragazzo ipersensibile allo stress, reagendo di riflesso anche al minimo stimolo per autodifesa e diventando disilluso dalle persone che gli stanno accanto. Steven, con i suoi nuovi poteri via via sempre più potenti e a malapena controllati, è diventato anche più schivo, tenendosi tutto dentro e non volendo parlare dei suoi problemi con chi gli è caro, temendo che possano essere feriti in seguito a un suo scatto d'ira. Sempre in Future si scopre che è diventato vegetariano.

### Poteri e abilità
Steven risveglia nel corso della serie i poteri della madre: può evocare dalla sua gemma robusti scudi e bolle protettive, attraverso la saliva può guarire ferite o malattie e trasformare le piante in esseri senzienti al suo comando, riportare in vita attraverso le lacrime, manipolare la propria velocità di caduta e, in maniera più estesa, gli effetti che la gravità ha su di lui, parzialmente anche in base allo stato d'animo. È in grado inoltre di mutare a piacimento la forma del proprio corpo, però per breve tempo e con effetti collaterali. Ha la capacità di percepire lo stato d'animo di altre Gemme tramite una connessione empatica ed è in grado di connettersi psichicamente ad altre entità, anche mediante una sorta di proiezione astrale; può anche prendere possesso del corpo altrui attraverso il sonno. I suoi poteri empatici e onirici sono legati e in forma di proiezione può emanare un'aura identica a quella di Diamante Rosa. Durante la prima stagione impara a generare le bolle di contenzione. Alla fine del film Steven inizia a usare le sue bolle difensive anche come strumento offensivo, creando un paio di piccole bolle attorno alle mani per incrementare la forza d'impatto dei suoi colpi.
In Steven Universe Future Steven inizia a manifestare un potere mai visto prima: quando è in preda a forti emozioni, derivate da qualche tipo di stress psicofisico, inizia a emanare un'aura rosa che lo avvolge e potenzia tutte le sue facoltà fisiche (a tal punto da superare quelle di Jasper), ma che tuttavia a causa delle emozioni che in quel momento lo governano può fargli causare danni e conseguenze non voluti: da sottolineare come le capacità di questo stato pare siano simili a quelle di Steven Rosa (la metà Gemma di Steven separata temporaneamente da lui in "Change Your Mind" da Diamante Bianco). In questo stato Steven può diventare talmente veloce da vedere ciò che gli sta attorno al rallentatore e invece di scudi e bolle protettive, può evocare (inizialmente in maniera istintiva e incontrollata) degli esagoni di energia con i quali forma muri e cupole difensivi di grandezza variabile. Questo stato è influente anche nella sfera onirica, attivandosi quando Steven ha incubi, e in qualche modo riesce a fare imprimere a Steven i propri sogni sui nastri magnetici nelle sue vicinanze; lo stato altera anche il peso che il ragazzo ha, rendendolo ben più pesante, e influisce persino sulle capacità metamorfiche del ragazzo, iniziando talora a farlo crescere senza controllo anche solo in parti del corpo casuali e focalizzate. Lo stato inoltre sembra che acceleri esponenzialmente lo sviluppo fisico di Steven, il quale, allenatosi con Jasper per soli tre giorni, è riuscito a ottenere una corporatura pari a quella della stessa Gemma, ma pare anche che il potere che dona sia (almeno per il momento) assuefacente per Steven, basandosi sui sentimenti che trattiene dentro di sé e dai quali rinsavisce solo dopo avere compiuto un gesto estremo come frantumare una Gemma.
Steven in più di un'occasione ha dato prova di possedere forza, resistenza e capacità fisiche sovraumane, e pare inoltre che la sua crescita biologica non segua i normali cicli naturali, ma che debba essere indotta da Steven stesso (anche subconsciamente). Come rivelato in Future i suoi poteri hanno ripercussioni materiali sul suo organismo umano, ma le capacità rigenerative del suo retaggio alieno riparano le lesioni nel momento in cui avvengono (Priyanka evidenzia con delle lastre che l'intero scheletro di Steven sia solcato di cicatrici ossee, guarite così perfettamente da fare sembrare che l'osso non si sia mai rotto). Sempre a causa della sua natura ibrida, nel finale di Future si vede come un'eccessiva instabilità psico-emotiva e traumi possono avere su Steven un effetto simile a quello della corruzione, facendolo trasformare di conseguenza un feroce mostro irrazionale: in questo stato, i poteri di Steven sono amplificati al punto da superare i perfino quelli dei tre Diamanti e del Grappolo assieme, e solo una volta placato può tornare alla sua forma originale.
Fusioni
Steven, grazie alla sua natura di ibrido umano-Gemma, è in grado di fondersi sia con altre Gemme che con gli umani.
- Stevonnie, fondendosi con Connie[24]
- Quarzo Fumé, fondendosi con Ametista[25]
- Quarzo Arcobaleno, fondendosi con Perla[26]
- Eliolite, fondendosi con Garnet[26]
- Ossidiana, fondendosi con Garnet, Ametista e Perla[26]
- Steg, fondendosi con suo padre Greg[27]

## Storia

### Serie principale
Steven è il figlio dell'umano Greg Universe e della Gemma Quarzo Rosa: alla sua nascita sua madre scompare in circostanze ancora non spiegate, perdendo la propria forma fisica e lasciando come sua unica reliquia la sua pietra, incastonata nell'ombelico di Steven. Dopo alcuni problemi iniziali Greg inizia ad allevare Steven assieme alle compagne di Rosa, le Crystal Gems: Garnet, Ametista e Perla. Crescendo Steven inizia a partecipare alle missioni di cattura delle Gemme corrotte assieme alle sue tutrici, risvegliando via via i poteri di Rosa e imparando a controllarli. In seguito incontra Connie, ragazzina con la quale stringe subito amicizia; Connie, affascinata dalla vita di Steven, decide di difendere la Terra al suo fianco e si unisce alle Crystal Gems: i due imparano a combattere in sincrono, sfruttando anche la possibilità di fondersi assieme grazie alla natura unica di Steven. In seguito apprende che le Gemme corrotte un tempo erano normali, e che sono state trasformate in mostri da un'arma delle Gemme del Pianeta Natale.
Durante le sue avventure Steven scopre le vicende della Ribellione delle Crystal Gems contro il Pianeta Natale e fa la conoscenza di alcune Gemme provenienti proprio dal Pianeta: Lapis, una gemma rimasta incastonata in uno specchio per millenni e da lui liberata; Peridot, Gemma inviata sulla Terra per monitorare il Grappolo e unitasi in seguito alle Crystal Gems; e Jasper, soldatessa d'élite del Pianeta Natale ed eterna rivale di Rosa. Scopre poi che Quarzo Rosa, per porre fine alla Ribellione, frantumò Diamante Rosa, una delle Gemme di rango supremo e responsabile della colonizzazione del pianeta Terra. Quando due Gemme, Acquamarina e Topazio, arrivano sulla Terra per prelevare alcuni tra i suoi amici Steven, sentendosi in qualche modo responsabile di quanto accadde tra sua madre e Diamante Rosa, in cambio della libertà dei suoi amici si consegna alle autorità del Pianeta Natale e ivi portato per essere processato da Diamante Giallo e Diamante Blu sull'assassinio di Diamante Rosa. Nel processo emergono pesanti dubbi e incongruenze nelle testimonianze e nell'esecuzione del delitto e il difensore di Steven, Zircone Blu, infatti giunge così alla conclusione che solo un altro Diamante avrebbe potuto frantumare Diamante Rosa e insabbiare il tutto. Steven, costretto a fuggire dal pianeta a causa dell'ira di Diamante Giallo, riesce a tornare sulla Terra e chiede chiarimenti a Perla: essa rivela che in realtà Quarzo Rosa è la stessa Diamante Rosa, che ha assunto un'identità fittizia per difendere la vita sulla Terra dalla colonizzazione del Pianeta Natale. Dopo l'arrivo dei Diamanti sulla Terra, dopo un combattimento Steven riesce a rivelare anche a loro la verità e assieme si dirigono a incontrare Diamante Bianco, reggente del Pianeta Natale, per chiedere il suo aiuto per guarire le Gemme corrotte; tuttavia, giunto sul pianeta, si ritrova controvoglia costretto a ricoprire il ruolo lasciato vuoto da sua madre per sei millenni, cercando nel frattempo il modo di dialogare con Diamante Bianco.
Dopo essere stato imprigionato poiché si è fuso con Connie involontariamente riesce a contattare Bismuth con i suoi poteri telepatici e a chiedere aiuto; riesce a scappare facendo ragionare Diamante Blu prima e Diamante Giallo poi, venendo in seguito raggiunto dalle Crystal Gems. Dopo l'arrivo di Diamante Bianco, che riesce a prendere possesso degli altri Diamanti e delle Crystal Gems, Steven finisce nelle grinfie dalla matriarca, la quale estrae dal ragazzo la pietra di Diamante Rosa. Dalla pietra si materializza un ologramma di Steven (soprannominato "Steven Rosa"), in possesso della forma pura dei poteri del ragazzo, che riesce a respingere gli attacchi di Diamante Bianco e a riunirsi a lui: ciò sconvolge Diamante Bianco, che riesce infine a comprendere la natura del ragazzo e Steven riesce quindi a convincerla ad aiutarlo a curare le Gemme corrotte. Tornati sulla Terra salvano tutte le Gemme grazie ai poteri dei tre Diamanti e alla Fontana di Rosa, permettendo a Steven e alla sua famiglia di vivere finalmente in pace.

### Steven Universe: il filmeSteven Universe Future
Dopo due anni passati a smantellare l'impronta colonialista dell'Impero delle Gemme e creando una società delle Gemme non dettata dal rango sociale Steven torna sulla Terra per ritrovarsi con la sua famiglia. Tuttavia vengono attaccati da una Gemma chiamata Spinel, che nutre un profondo odio verso Steven e sua madre, anche se il ragazzo non ne conosce il motivo. La Gemma inizia ad avvelenare la Terra con un gigantesco Iniettore pieno di bioveleno e con un'arma fa regredire le Crystal Gems e Steven, trasformando Perla, Rubino, Zaffiro e Ametista nella loro forma originale e vanificando i poteri di Steven; la stessa Spinel subisce gli effetti della sua arma grazie a Steven, e quindi il ragazzo si ritrova a dovere fare tornare come prima non solo se stesso e le Crystal Gems, ma anche Spinel. Steven riesce a riassemblare i ricordi delle Gemme, facendole tornare, e infine riscopre il senso dei suoi poteri, affrontando e placando Spinel, la quale se ne andrà poi con i Diamanti.
Dopo avere scongiurato la minaccia Steven e le Crystal Gems riescono a concludere e inaugurare il Piccolo Pianeta Natale: una cittadina vicino Beach City costruita affinché le Gemme potessero andare e riscoprire loro stesse, ora che non sarebbero state più confinate a un ruolo prestabilito dalla rigida gerarchia della società delle Gemme; nella città inoltre viene incoraggiata la convivenza tra Gemme e umani (e più in generale, tra le Gemme e le forme di vita organica). Qui Steven è il coordinatore e uno degli insegnanti che consigliano e guidano le Gemme: in particolare Steven si occupa del primo impatto e dell'accoglienza nonché delle "cure mediche" necessarie alle Gemme che si sono ferite o incrinate. Confrontandosi con questa nuova realtà, tra novità, amici che vanno e vengono e situazioni completamente nuove, Steven inizia a confrontarsi con se stesso per cercare il suo posto nel mondo, smettendo anche di insegnare alla scuola del Piccolo Pianeta Natale reputando le Crystal Gems ben capaci di farlo senza di lui. Nel finale di Future Steven, in preda alla sua crisi, si autocorrompe diventando un mostro, ma verrà calmato e salvato dalla sua famiglia e dai suoi amici. Pochi mesi dopo Steven decide di lasciare Beach City e viaggiare, cosciente di non essere solo e pronto per trovare il suo posto nel mondo.

## Accoglienza
Steven è stato ben accolto tanto dai fan quanto dalla critica. Susana Polo di Polygon elogia Steven per essere il "l'antidoto alla mascolinità tossica" in quanto i suoi tratti dominanti di empatia e gentilezza sono ciò che lo rende un membro fondamentale delle Crystal Gems. Polo encomia anche la sovversione di Steven verso le definizioni di genere, essendo lui un giovane ragazzo in un ruolo tipicamente femminile con abilità difensive che si manifestano nei toni del rosa. Allo stesso modo, in un post su "B **** Flicks", Ashley Gallagher loda anche il rifiuto di Steven della mascolinità tipica e dei suoi poteri classicamente difensivi e femminili come il suo scudo e la sua guarigione, ed esprime anche l'approvazione della sua relazione con Connie.